# Департамент юстиции Гонконга
Департамент юстиции Гонконга — ведомство, ответственное за законы Гонконга во главе с Секретарем по вопросам правосудия. До 1997 года названия департамент и позиция были Юридический департамент (律政署) и генеральный прокурор (律政司), соответственно.

## Структура
- Отделение прокуратуры
- По гражданским делам
- Юридический отдел политики
- Законопроектный отдел
- Отделение международного права
- Отделение управления и развития